# 恋しくて (BEGINの曲)
「恋しくて」（こいしくて）は、BEGINの1枚目のシングル。1990年3月21日発売。発売元はテイチク。

## 解説
1989年9月2日に放送されたTBS系オーディション番組『三宅裕司のいかすバンド天国』で初披露され、審査員から大絶賛を受けた。その後日産自動車CMソングとなり、BEGINのデビュー・シングルにして最大のヒット曲になる。発売から半年後の10月から12月まで放送された昼ドラ『新金色夜叉 百年の恋』でも同曲が主題歌として起用。2003年にカラオケを追加収録する形で再発売された。
なお、同じ所属事務所・アミューズの福山雅治も同日に「追憶の雨の中」でデビューした。

## トラック
1. 恋しくて
（作詞・作曲：BEGIN　編曲：白井良明）
2. Wonderful Tonight
（作詞・作曲：エリック・クラプトン　編曲:BEGIN）

## 関連作品
- 恋しくて
  - CM COMPILATION Twelve Steps
  - BALLADS
  - BEGIN BEST 1990-2000
  - BEGIN シングル大全集
- 恋しくて
  - シングルとは別バージョン（#1）
  - 音楽旅団
- 恋しくて
  - シングルとは別バージョン（#2）
  - FAN -LITTLE PIECES-
- 恋しくて （一五一会バージョン）
  - ビギンの一五一会
- 恋しくて〜午後の森〜雷鳴 （インストゥルメンタル）
  - Forest Green
- 恋しくて
  - シングルとは別バージョン（#3）
  - Beginning
- Wonderful Tonight
  - オリジナルアルバム未収録
  - BALLADS
- Wonderful Tonight
  - シングルとは別バージョン
  - Beginning

## カバー
- 岩崎宏美 - アルバム『Dear Friends』でカヴァー。
- 甲斐よしひろ - アルバム『10 Stories』でカヴァー。
- 川中美幸 - 2017年、アルバム『美幸のおとこ唄』でカバー。
- 研ナオコ - アルバム『雨のち晴れ、ときどき涙』でカヴァー。編曲を高見沢俊彦、コーラスをTHE ALFEEが担当[1]。
- 坂本冬美 - アルバム『Love Songs〜また君に恋してる〜』でカヴァー。
- SISTER KAYA - アルバム『たからもの3』でカヴァーしている。
- 島谷ひとみ - アルバム『男歌〜cover song collection〜』でカヴァー。
- 杉田二郎 - コンピレーションアルバム『Re Cover』でカヴァー。
- 諏訪部順一 - 2021年、アルバム『COVER〜LOVE〜』でカバー。
- ディアマンテス - アルバム『Queウムサンヤ』でカヴァー。
- 中島美嘉 - シングル『MY SUGAR CAT』C/Wでカヴァー。
- 藤あや子 - 2017年、アルバム『GENTLEMAN〜私の中の男たち〜』でカバー。
- MOOMIN feat. 島袋優 from BEGIN - ウェブショップ限定発売アルバム『空き地のヒーロー』でカヴァー。
- 山寺宏一 - コンピレーションアルバム『タイムカプセルVol.10〜Eternal Songs〜』でカヴァー。